# Tanaostigmodes
Tanaostigmodes is een geslacht van vliesvleugeligen uit de familie Tanaostigmatidae. De wetenschappelijke naam van dit geslacht is voor het eerst geldig gepubliceerd in 1896 door Ashmead. Het geslacht is nauw verwant aan Tanaostigma Howard, 1890. De typesoort is T. howardii.

## Soorten
Het geslacht Tanaostigmodes omvat de volgende soorten:
- Tanaostigmodes ajax (Girault, 1915)
- Tanaostigmodes albiclavus Girault, 1917
- Tanaostigmodes albitarse (Kieffer, 1910)
- Tanaostigmodes anellarius LaSalle, 1987
- Tanaostigmodes anexochus LaSalle, 1987
- Tanaostigmodes aulafrons LaSalle, 1987
- Tanaostigmodes basilaris LaSalle, 1987
- Tanaostigmodes bifasciatifrons Girault, 1915
- Tanaostigmodes brasilianus Perioto & Lara, 2005
- Tanaostigmodes brevisulcus LaSalle, 1987
- Tanaostigmodes cajaninae LaSalle, 1985
- Tanaostigmodes calliandrae Perioto & Lara, 2005
- Tanaostigmodes carinatus LaSalle, 1987
- Tanaostigmodes coccophagus (Blanchard, 1940)
- Tanaostigmodes coeruleus (Kieffer, 1910)
- Tanaostigmodes desantisi LaSalle, 1987
- Tanaostigmodes dilatus LaSalle, 1987
- Tanaostigmodes dominicensis LaSalle, 1987
- Tanaostigmodes eja (Girault, 1921)
- Tanaostigmodes emarginatus LaSalle, 1987
- Tanaostigmodes eupelmiformis (Girault, 1915)
- Tanaostigmodes fernandesi LaSalle, 1987
- Tanaostigmodes fisheri LaSalle, 1987
- Tanaostigmodes flavicorpus (Girault, 1917)
- Tanaostigmodes globosus Girault, 1915
- Tanaostigmodes gracilis LaSalle, 1987
- Tanaostigmodes haematoxyli (Dozier, 1932)
- Tanaostigmodes howardii Ashmead, 1896
- Tanaostigmodes insculptus LaSalle, 1987
- Tanaostigmodes kiefferi (Mayr, 1905)
- Tanaostigmodes koebelei LaSalle, 1987
- Tanaostigmodes larsoni LaSalle, 1987
- Tanaostigmodes latiscapus LaSalle, 1987
- Tanaostigmodes lini Chou & Huang, 1994
- Tanaostigmodes madrensis LaSalle, 1987
- Tanaostigmodes mayri Ashmead, 1900
- Tanaostigmodes mecanga Penteado-Dias & Carvalho, 2008
- Tanaostigmodes megalarus (Walker, 1838)
- Tanaostigmodes meltoni LaSalle, 1987
- Tanaostigmodes mexicanus LaSalle, 1987
- Tanaostigmodes minutus LaSalle, 1987
- Tanaostigmodes mosesi LaSalle, 1987
- Tanaostigmodes peruviensis LaSalle, 1987
- Tanaostigmodes pithecellobiae LaSalle, 1987
- Tanaostigmodes puerariae Yang & Pitts, 2004
- Tanaostigmodes punctus LaSalle, 1987
- Tanaostigmodes ringueleti (Brèthes, 1924)
- Tanaostigmodes shrek Hardwick, Harper, Houghton, La Salle, La Salle, Mullaney & La Salle, 2005
- Tanaostigmodes silviae Girault, 1922
- Tanaostigmodes sonorensis LaSalle, 1987
- Tanaostigmodes sulcatus LaSalle, 1987
- Tanaostigmodes tambotis Prinsloo & LaSalle, 1995
- Tanaostigmodes tenuisulcus LaSalle, 1987
- Tanaostigmodes tescus LaSalle, 1987
- Tanaostigmodes tetartus Crawford, 1911
- Tanaostigmodes tricolor LaSalle, 1987
- Tanaostigmodes triplaris LaSalle, 1987
- Tanaostigmodes trotteri (Russo, 1930)
- Tanaostigmodes tychii Ashmead, 1896
- Tanaostigmodes unifascia Girault, 1927
- Tanaostigmodes velasquezi (Girault, 1933)
- Tanaostigmodes viridis LaSalle, 1987
- Tanaostigmodes xanthogaster LaSalle, 1987
- Tanaostigmodes yuohuae LaSalle, 1987